# Palazzo Ferretti
Il palazzo Ferretti è uno dei più importanti e imponenti palazzi nobiliari di Ancona. 
Sorge alle pendici del colle Guasco, in via Ferretti, all'angolo con Piazza del Senato ed è conosciuto anche come Palazzo di San Pellegrino o Palazzo Ferretti agli Scalzi per la contiguità con l'adiacente Chiesa dei Santi Pellegrino e Teresa detta “degli Scalzi”, fatta costruire dai Carmelitani Scalzi.
Dal 1958 è la sede del Museo archeologico nazionale delle Marche.

## Storia e descrizione

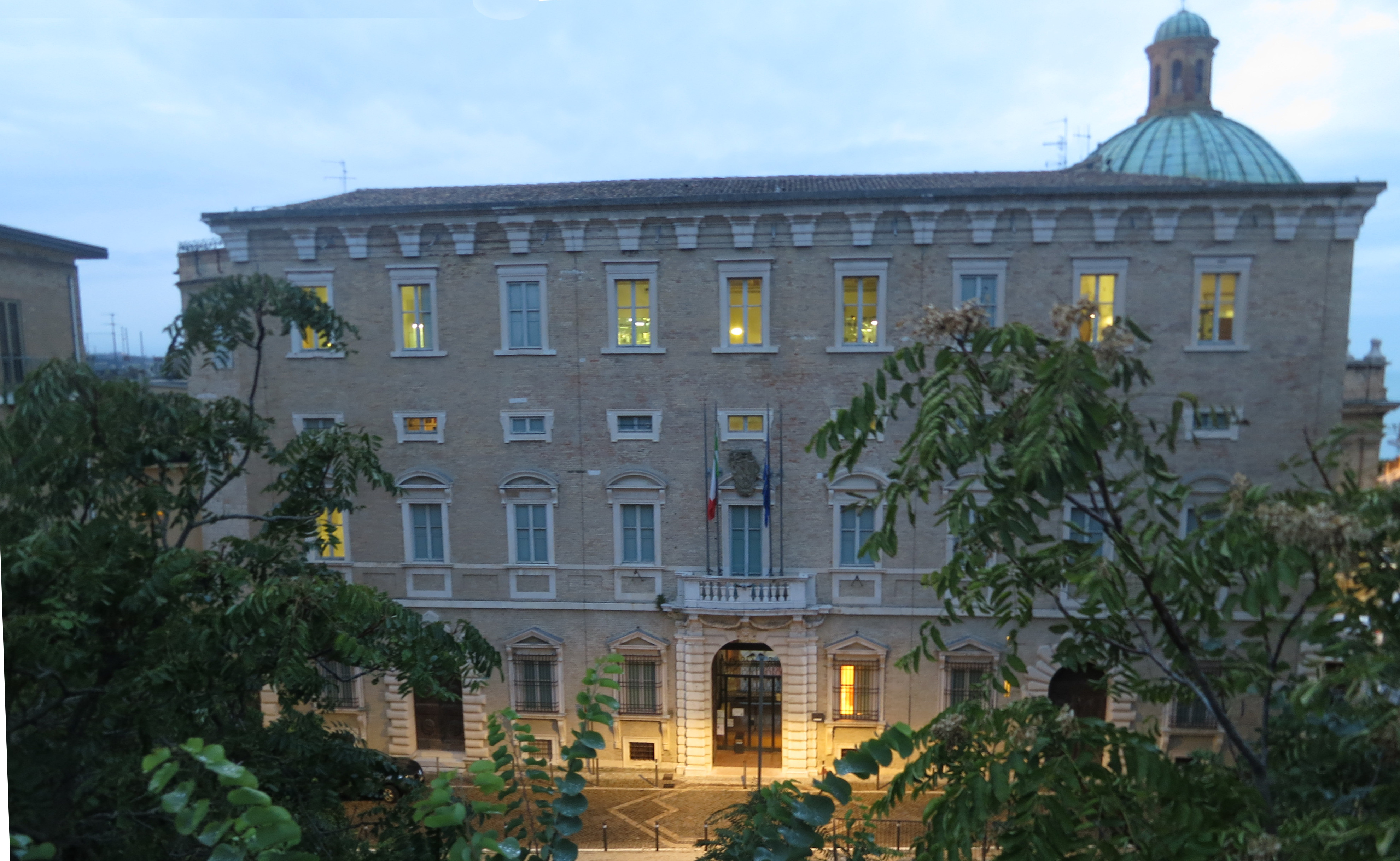
La facciata

### Origini
In questo luogo, sulle pendici del colle Guasco, a dominio del porto, sorgeva la residenza dei conti Ferretti gia dal XV secolo e man mano assunse sempre più l'aspetto di un palazzo rinascimentale.
Nel 1535 venne cacciato da Ancona il legato pontificio, l'aretino cardinale Benedetto Accolti il Giovane, che nel 1532 aveva abolito il Libero comune ponendo Ancona alle dirette dipendenze dello Stato pontificio. Nel periodo del suo dispotico governo giustiziò numerosi cittadini, anche nobili, e ne costrinse all'esilio altri, fra i quali i Ferretti.

### Il palazzo rinascimentale

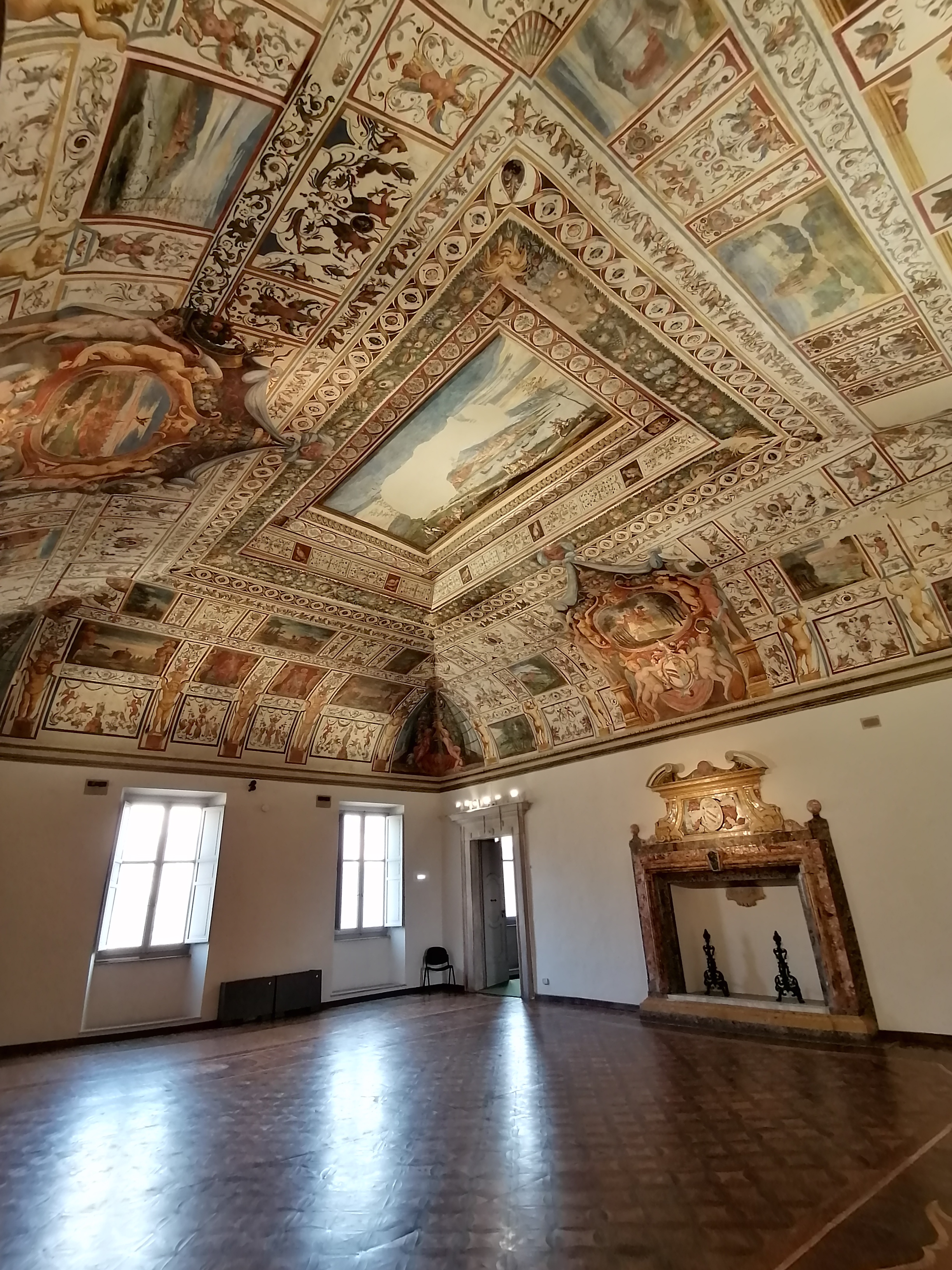
Il Salone delle Feste al secondo piano.

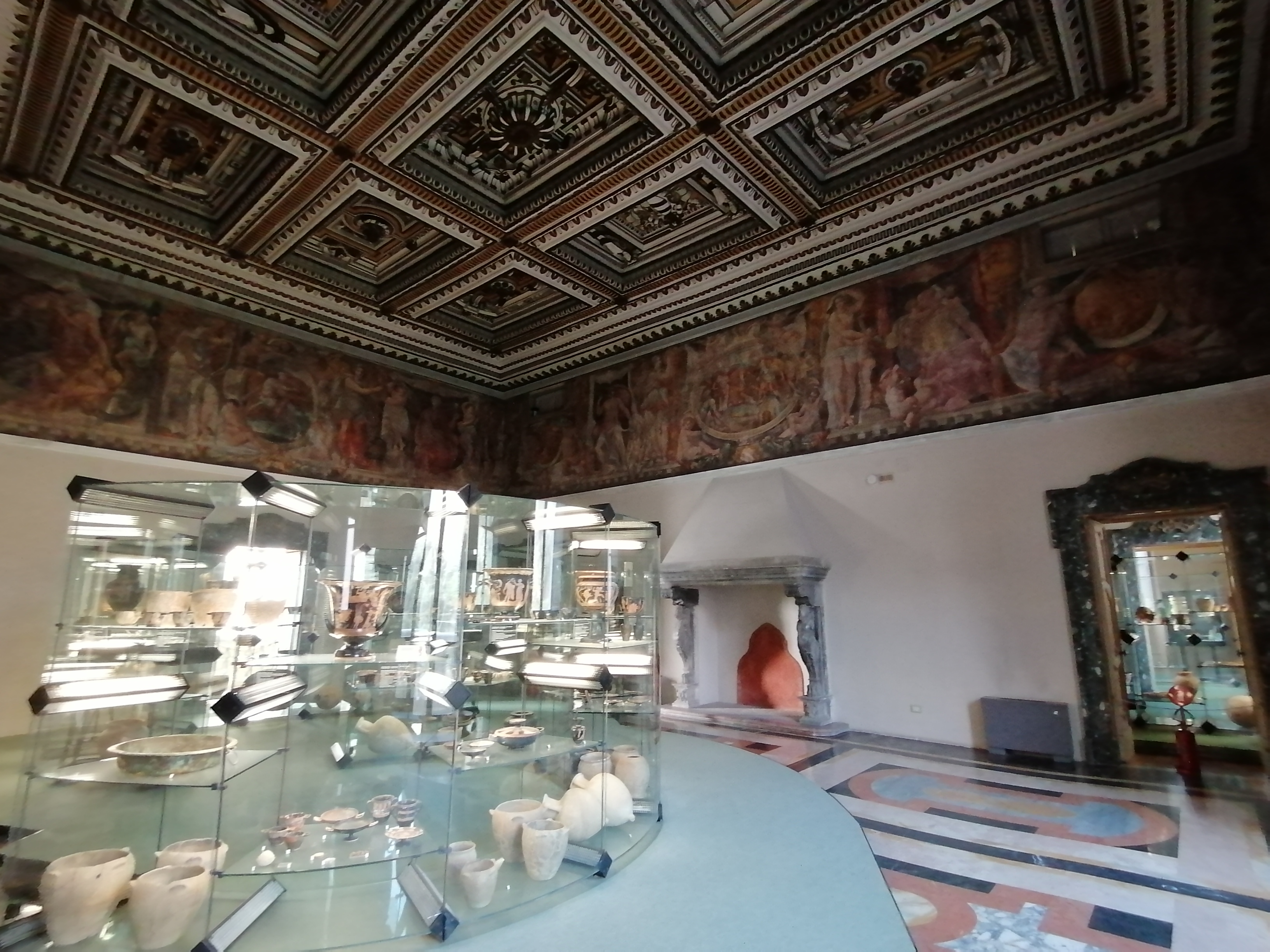
Il Salone dei Ricevimenti al primo piano.

Con il ritorno in città, i Ferretti colsero l'occasione per manifestare la loro importanza economica, politica e sociale con la costruzione di una nuova residenza, e al tempo stesso segnare la rinascita della potenza di Ancona. Il conte Angelo di Girolamo Ferretti così decise la costruzione di un nuovo e grandioso palazzo sull'impronta delle grandi opere di Roma, Venezia o Firenze. I disegni sembra siano stati forniti nel 1540-43 dal grande architetto Antonio da Sangallo il Giovane, già attivo ad Ancona nella costruzione della Cittadella. La costruzione dell'edificio, tuttavia, venne realizzata fra il 1560 e il 1566 ad opera di un altro grande architetto Pellegrino Tibaldi, già presente ad Ancona da prima del 1556, e a cui si deve anche l'intervento alla Loggia dei Mercanti a seguito di un incendio avvenuto durante una rappresentazione teatrale del carnevale nel 1556; il restauro di Palazzo Bosdari; la progettazione della Fontana del Calamo, e un breve periodo di direzione del cantiere della Fortezza della Cittadella nel 1560.
La complessa decorazione del palazzo venne affidata dal conte Angelo allo stesso Tibaldi, che con i suoi allievi, realizzò sia gli elaborati soffitti lignei intagliati e dipinti, sia le fasce a fresco con motivi grotteschi, racconti mitologici, figure allegoriche e di divinità, che decorano le sale di rappresentanza del primo piano:
- il grande "Salone dei Ricevimenti",
- la "Sala degli Emblemi",
- la "Sala dei Miti",
- la "Camera di San Carlo", ove sono raffigurati: la Battaglia dei tre Orazi, Andromeda, Apollo e Dafne, Caduta del carro di Fetonte, Ratto di Proserpina;
- alcuni ambienti del terzo piano come la sala col ciclo astrologico celebrante il "Trionfo di Apollo".

Purtroppo, invece, le decorazioni del pianterreno si sono perse tutte.
La volta del grande "Salone delle Feste", al secondo piano, è decorata con un ciclo di affreschi a grottesca che ricopre 160 mq circa. Raffigurano paesaggi fantastici e vedute di monumenti romani. Si devono alla mano del pittore tardo cinquecentesco Federico Zuccari che li eseguì fra il 1577 e il 1585.

### Trasformazioni vanvitelliane

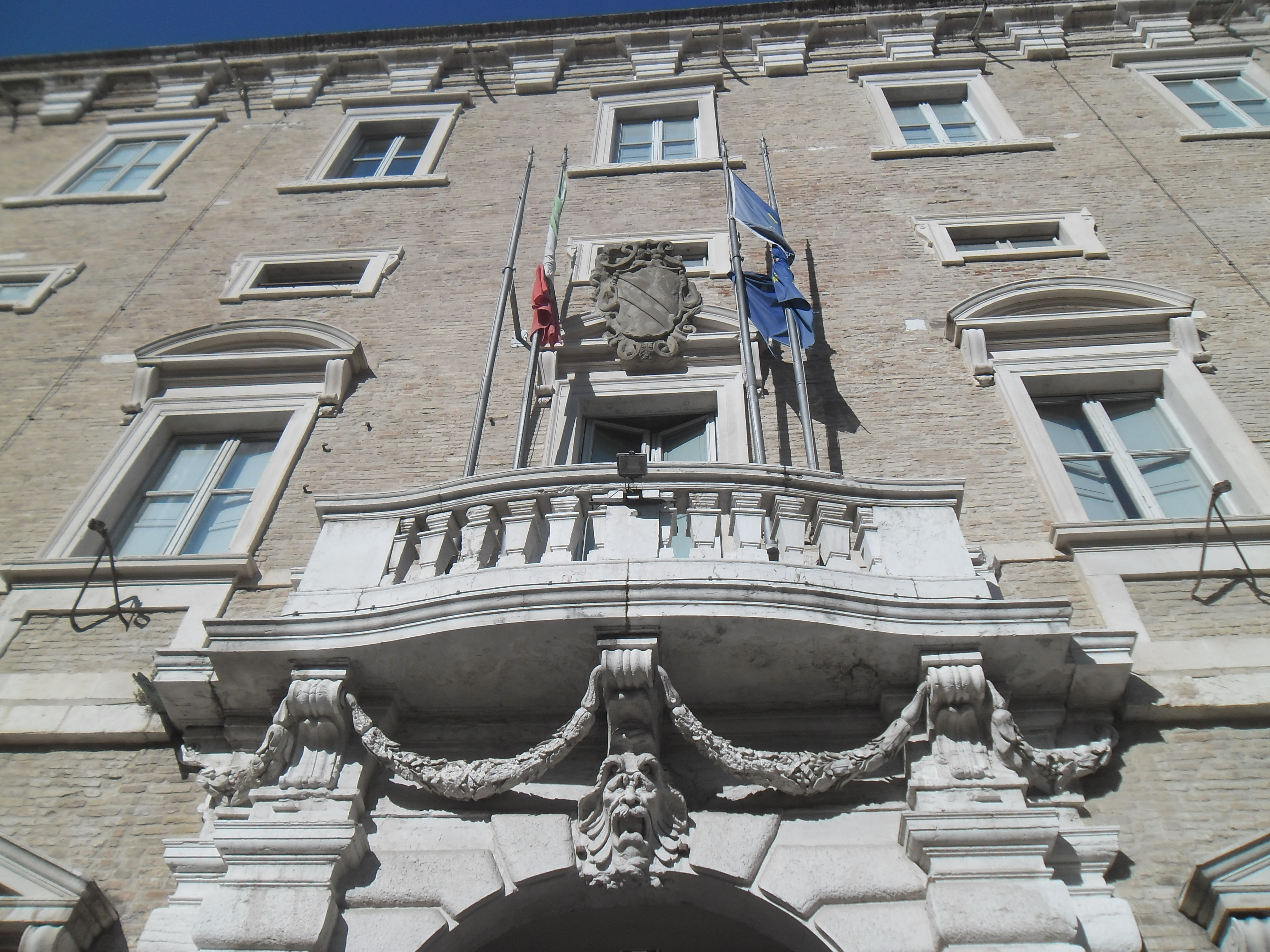
Il balcone vanvitelliano.

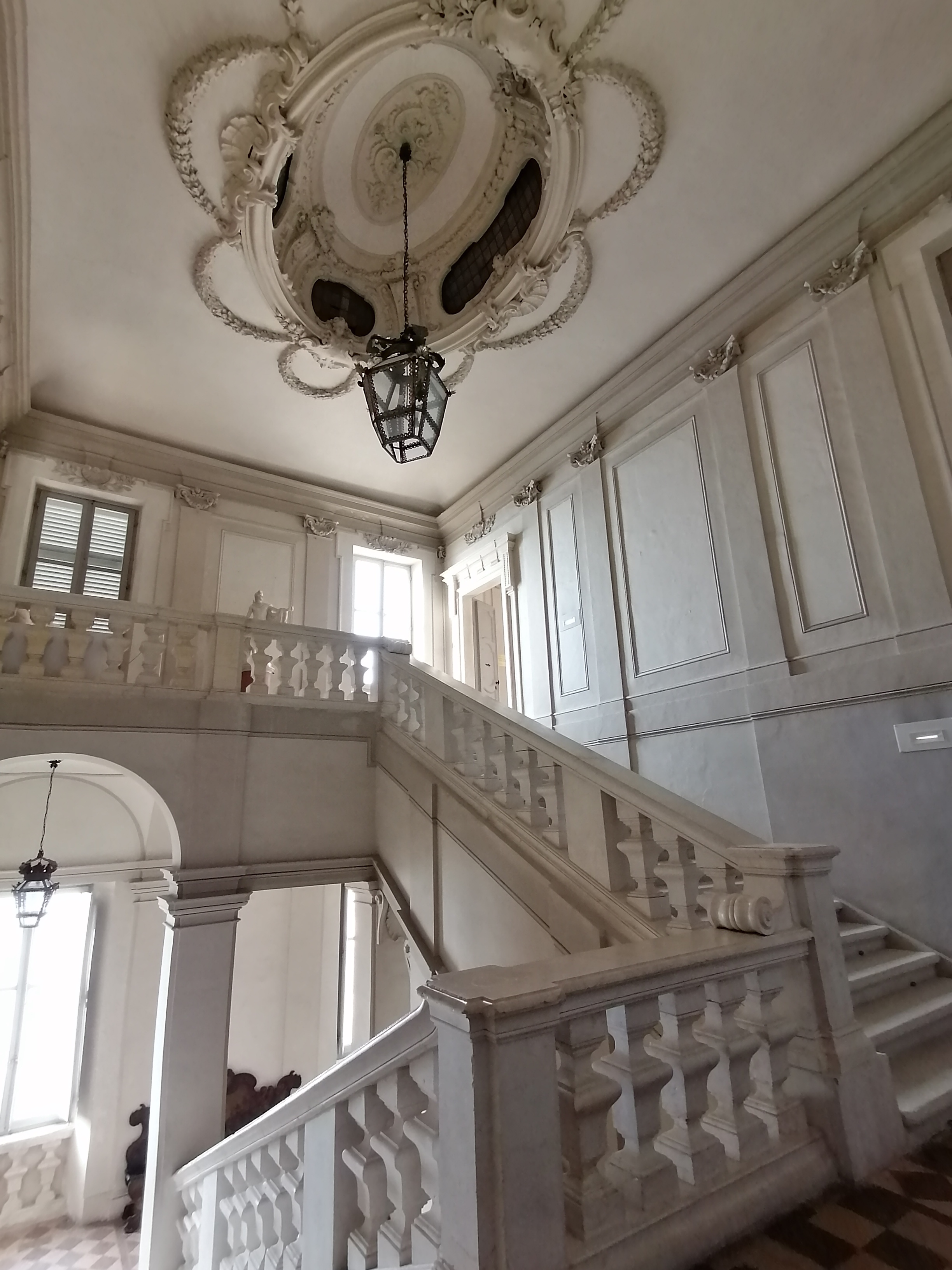
Lo scalone vanvitelliano.

Nella metà del Settecento la famiglia ottenne anche il titolo di marchesi, e a partire dal 1759 il palazzo venne ristrutturato per volere di Cristoforo Ferretti, la cui progettazione venne affidata all'architetto Luigi Vanvitelli, il quale costruì l'ala adiacente alla nuova Chiesa dei Santi Pellegrino e Teresa, realizzò il balcone sopra il portale centrale, lo scalone d'onore e il giardino pensile a portico e logge da cui si gode una splendida vista sul mare.  Tale ampliamento fu arricchito da statue in stucco e busti in marmo della bottega anconetana di Gioacchino Varlè.

### Storia moderna

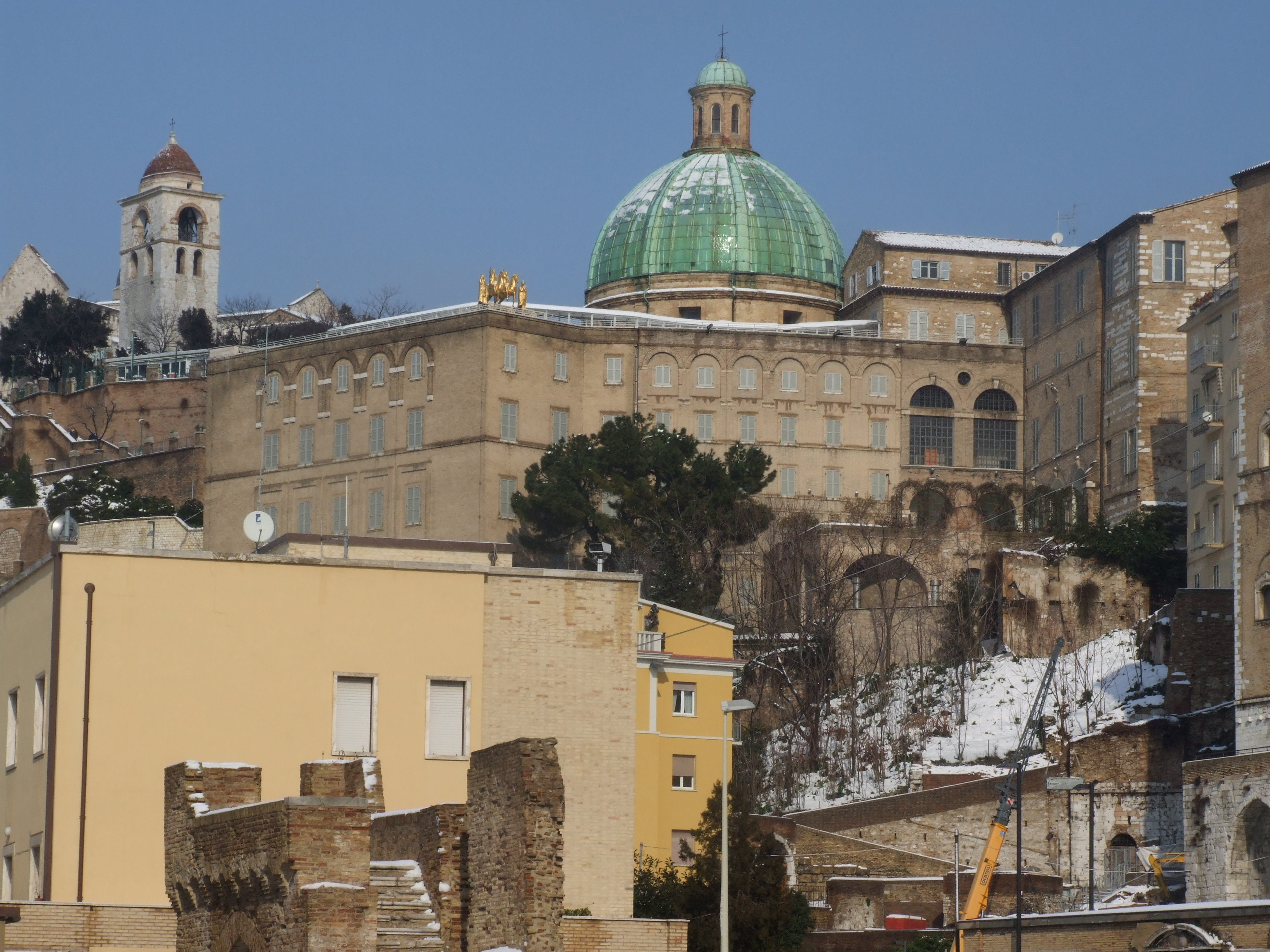
Veduta del lato posteriore

Alla fine del XVIII e gli inizi XIX secolo sono infine databili gli ultimi interventi pittorici, condotti per volontà del conte Liverotto Ferretti (1750 – 1815): in alcuni salottini del III piano vennero realizzate raffinatissime volte a grottesche. Negli anni 1928-31 i Ferretti fecero restaurare il palazzo dall'architetto milanese Paolo Tornaghi; e di nuovo altri restauri vennero eseguiti nei primi anni '50, per riparare i danni causati dai bombardamenti degli Alleati nel 1943, durante la Seconda Guerra mondiale.
Divenuto di proprietà statale, il palazzo è dal 1958 la sede del Museo archeologico nazionale delle Marche.

## Il Museo archeologico

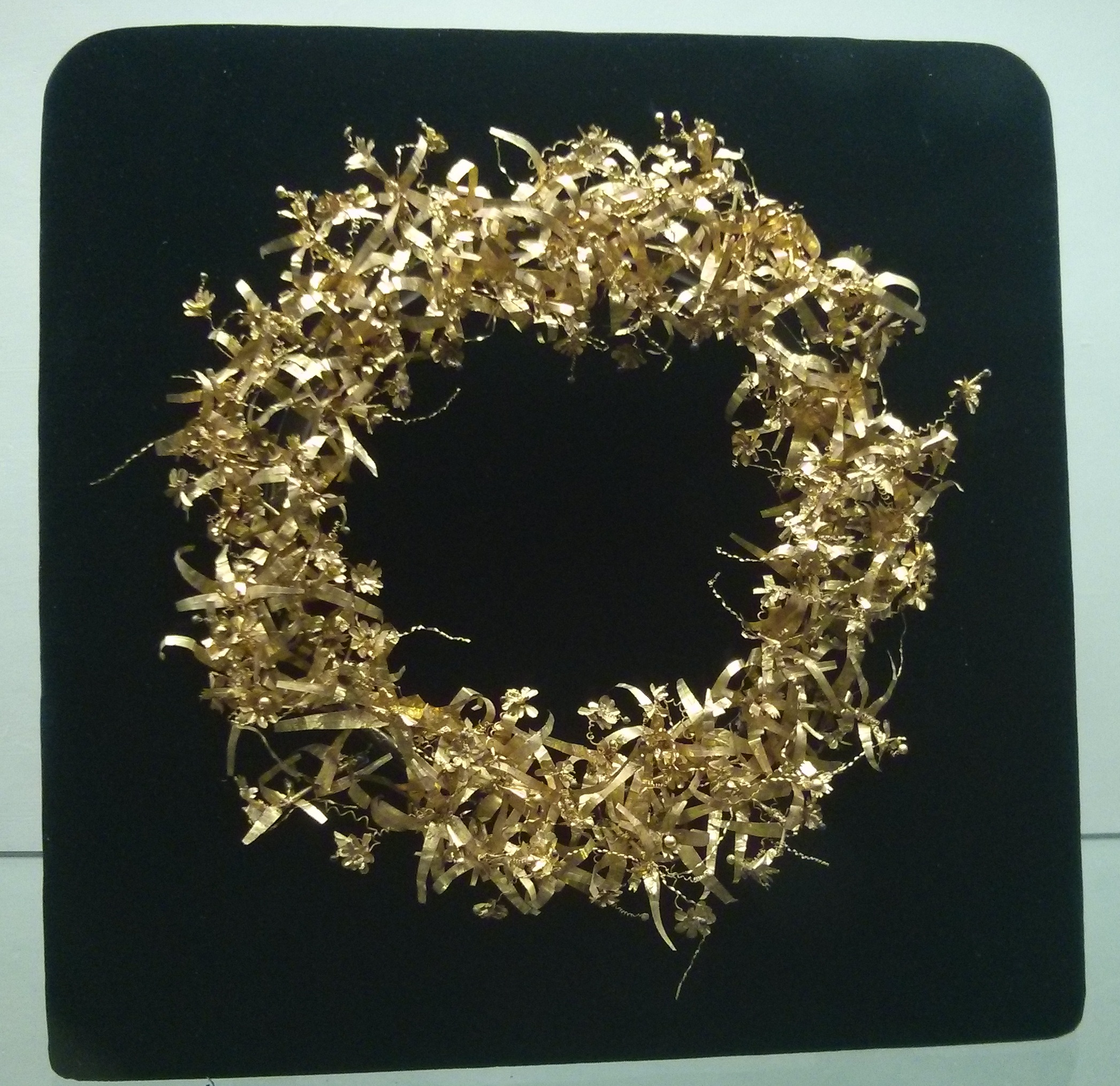
Corona ritrovata in una tomba celtica, realizzata in lamina d'oro e smalti (sala 31)

Il Museo archeologico nazionale delle Marche documenta in modo pressoché completo la preistoria e la protostoria del territorio marchigiano; comprende ricche collezioni relative alla civiltà greca, romana e a quella dei Galli Senoni. I reperti relativi alla civiltà picena formano la più completa raccolta esistente; per la ricchezza delle sue collezioni il museo è uno dei più importanti musei archeologici d'Italia.